# 오마이걸
오마이걸(Oh My Girl, O.M.G.)은 대한민국의 6인조 걸 그룹이다. 2015년 4월 21일에 데뷔하였고, 팬덤명은 '기적'이라는 뜻의 미라클이다.

## 활동

### 2015년: 데뷔, 《OH MY GIRL》, 《CLOSER》

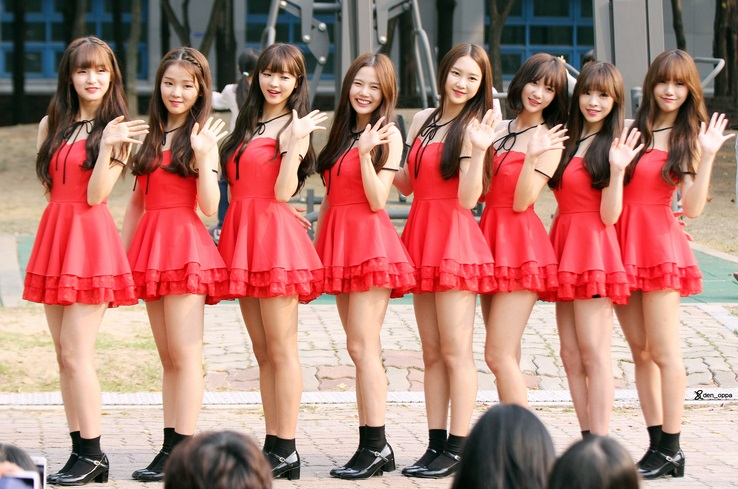
2015년 10월, SBS 인기가요 팬미팅에서 오마이걸

2015년 3월, WM 엔터테인먼트에서 걸그룹을 데뷔시키겠다는 소식과 함께 공식 인스타그램이 개설되었다. 4월을 기준으로 팔로워 수는 만 9,000명을 넘겼다. 인스타그램과 공식 WM 유튜브 채널에서 OMG DAY라는 이름의 영상들이 차례차례 올라오게 되었다. 인스타그램에는 팀명으로 추정되었던 해시태그(#OMG)와 함께 멤버들의 사진과 이름을 공개하였다. 3월 29일 공개된 마지막 영상에서 팀명인 오마이걸이 공개됐다. 4월 20일 팀명과 동명의 첫 번째 미니 음반 《OH MY GIRL》의 음원·음반 발매와 동시에 쇼케이스를 열었다. 타이틀 곡은 'CUPID'이다. 4월 21일, SBS MTV 더 쇼에서 데뷔 무대를 열어 정식으로 데뷔하였다. 5월 23일에는 2015 드림콘서트에 출연하였다. 6월 21일 SBS 인기가요에서 '궁금한걸요'의 무대를 끝으로 9주간의 활동을 마쳤다.
10월 8일, 2번째 미니 음반 《CLOSER》의 음원과 음반이 공개되었다. 타이틀 곡은 음반과 동명의 곡인 'Closer'이다. 《CLOSER》는 미국 음악 전문 매체 빌보드의 '2015 베스트 K팝 앨범'에 14위로 선정되었는데, 신인 걸그룹은 오마이걸이 유일했다.

### 2016년: 《PINK OCEAN》, 《WINDY DAY》, 《내 얘길 들어봐》

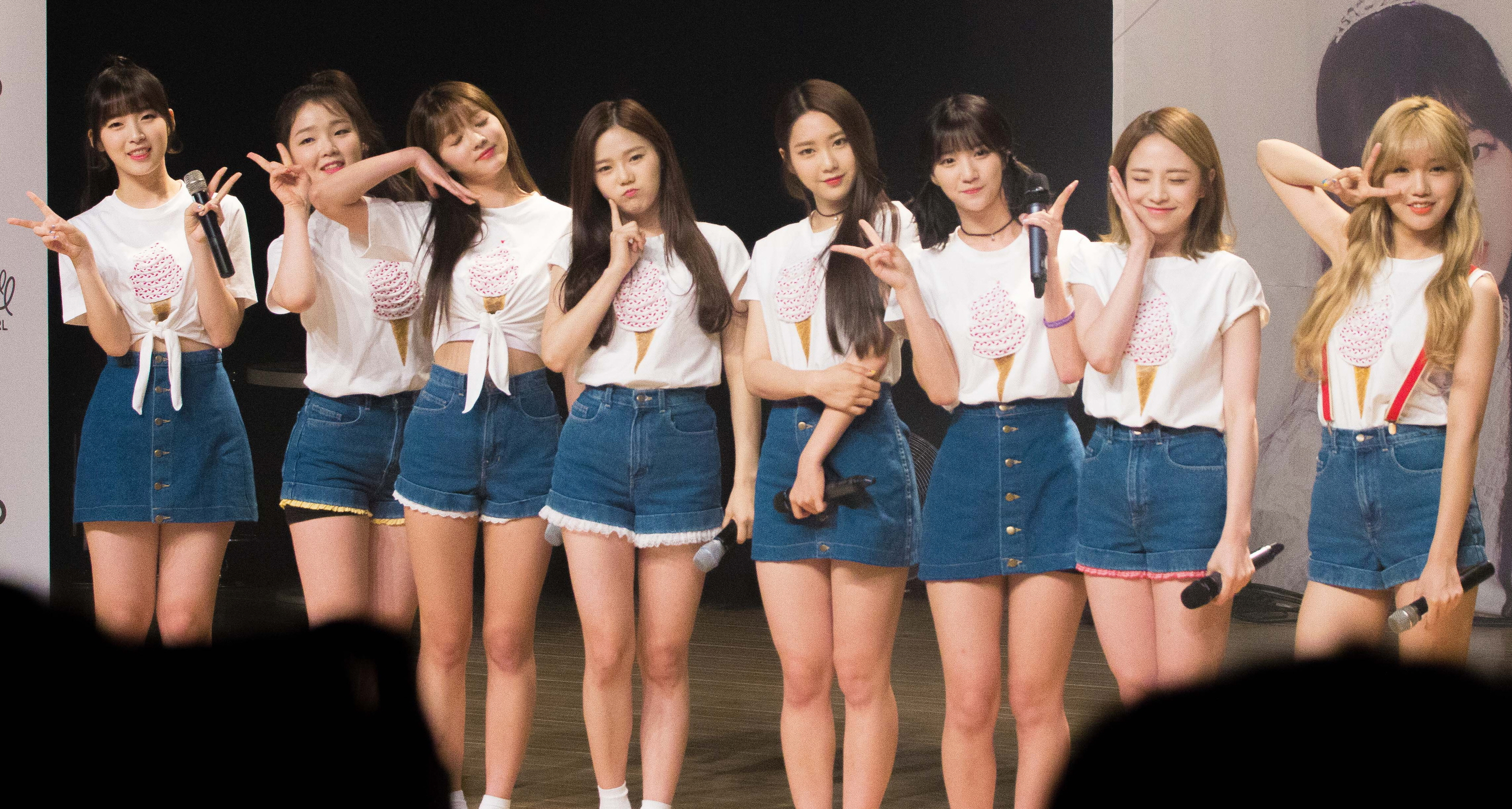
2016년 7월 2일 미라클 데이 팬미팅에서 오마이걸

3월 28일, 3번째 미니 음반 《PINK OCEAN》의 음원 공개와 쇼케이스를 성공적으로 마무리 하였으며 3월 31일 Mnet 엠카운트다운에서 컴백 무대를 선보였다. 타이틀 곡은 'LIAR LIAR'이다. 또한 팬송으로 알려진 수록곡인 'B612' 가사 중 기적을 영어로 번역한 'MIRACLE'이 팬덤명으로 밝혀졌고, 또 다른 수록곡 '한 발짝 두 발짝'은 같은 소속사 선배인 B1A4의 진영이 직접 작사, 작곡한 곡이다. 멤버 미미가 타이틀 곡뿐만 아니라 수록곡의 랩 메이킹을 직접 하였다. 4월 30일, MBC 《쇼! 음악중심》에서 'LIAR LIAR'의 활동을 마무리하였다. 5월 5일 엠카운트다운을 시작으로 《PINK OCEAN》의 수록곡인 '한 발짝 두 발짝'으로 후속곡 활동을 시작하여, 5월 8일 SBS 인기가요에서 활동을 마무리하였다. 
5월 26일, 《PINK OCEAN》의 리패키지 음반 《WINDY DAY》를 발매하였다. 타이틀 곡은 'WINDY DAY'이다. 같은 날 Mnet 엠카운트다운에서 컴백 무대를 선보였고, 6월 26일 SBS 인기가요에서 활동을 마무리하였다.
8월 1일, 여름 스페셜 리메이크 음반 《내 얘길 들어봐》를 공개하였다. 타이틀 곡은 2000년에 발매된 파파야의 '내 얘길 들어봐'를 리메이크하였다. 이 음반에는 '내 얘길 들어봐' 외에도 이정현의 '한 여름의 크리스마스', 해이의 쥬뗌므 (Je T'aime), 김현철의 '거짓말도 보여요'가 수록되었다. '내 얘길 들어봐'는 2000년에 발표된 곡을 오마이걸만의 감성과 스타일로 재해석해 긍정적인 평가를 받고 있다. 또, 데뷔 후 음악 차트 첫 1위를 거두었으며, 차트 진입 당시 전 차트 한 자리수 순위를 보이는 성과를 거두었다. 8월 4일 KBS2 뮤직뱅크에서 '내 얘길 들어봐'의 음악 방송 활동을 시작하였다.

### 2017년: 《COLORING BOOK》,진이탈퇴
4월 3일, 4번째 미니 음반 《COLORING BOOK》으로 컴백하였다. 이 곡으로 활동 2번 연속으로 음원 차트에서 1위를 기록하고, 음악 방송에서도 1위 후보에 여러 번 올랐다. 진이는 활동에 참여하지 않아, 7인 체제로 진행되었다.
10월 30일, 활동을 쉬고 있던 멤버 진이가 건강상 이유로 공식적으로 탈퇴하였다.
이후 11월 컴백할 예정이었으나 음반의 완성도를 높이기 위하여 2018년 1월로 연기되었다.

### 2018년: 《비밀정원》, 《바나나 알러지 원숭이》, 《Remember Me》
1월 9일, 7인조로 재편되어 5번째 미니 음반 《비밀정원》을 발매하고 9개월 만에 컴백하였다. 동명의 타이틀 곡은 서정적인 멜로디와 가사로 큰 인기를 끌었다. 1월 23일 더 쇼에서 데뷔 1,009일 만에 음악방송 첫 1위를 차지하였으며, 1월 24일 쇼챔피언에서도 1위에 오르며 2관왕을 달성하였다. 1월 22일부터 2월 26일까지 매주 월요일마다 미니 콘서트 “오마이걸의 비밀정원”을 개최하였다.
4월 2일, 효정, 비니, 아린으로 구성된 유닛 그룹 오마이걸 반하나를 구성하고 팝업 음반 《바나나 알러지 원숭이》를 발매하였다. 동명의 타이틀 곡은 바나나를 먹지 못하는 알러지가 있는 세 원숭이의 시선에서 쓰인 곡으로, 바나나를 먹을 수 있는 원숭이의 시선에서 그들을 바라본 곡과, 바나나 알러지가 없지만 알러지가 있는 원숭이를 이해하려는 원숭이의 입장에서 노래한 곡이 연이어 수록되어 있다. 8월 29일, 이 음반을 번안한 음반인 《バナナが食べれないサル(바나나를 먹지 못하는 원숭이)》로 일본에서 데뷔하였다.
9월 10일, 6번째 미니 음반인 《Remember Me》로 컴백하였다. 타이틀곡 '불꽃놀이 (Remember Me)'는 전작 '비밀정원'과 함께 '정원 시리즈'를 구성하고 있다. 10월 20일부터 10월 21일까지 2일 동안 오마이걸의 2번째 단독 콘서트 “가을동화”를 열었다.
12월 10일, B1A4, 오마이걸, 온앤오프가 《HELLO! WM》이라는 음반으로 WM 엔터테인먼트의 패밀리송을 공개했다. 타이틀곡은 〈타이밍〉이고 12월 21일에 뮤직뱅크에서 크리스마스 기념 스페셜 무대를 선보였다.

### 2019년: 《OH MY GIRL JAPAN DEBUT ALBUM》, 《사랑 속도》, 《THE FIFTH SEASON》, 《OH MY GIRL JAPAN 2nd ALBUM》, 《Fall in Love》
1월 9일, 일본에서의 첫 음반인 《OH MY GIRL JAPAN DEBUT ALBUM》이 발매되었다. 이 음반에는 데뷔 이래로 대한민국에서 발매한 음반 가운데 《내 얘길 들어봐》를 제외한 모든 음반의 타이틀 곡이 일본어로 번안되어 실렸으며, 타이틀 곡은 〈불꽃놀이 (Remember Me)〉의 일본어 버전이다.
4월 8일, MBC 전지적 참견 시점에서 공개되었던 유재환이 작곡한 《사랑 속도》가 공개되었다.
4월 22일, 첫 번째 팬미팅 “오늘도 미라클”이 서울특별시 광운대학교에서 열렸으며, 첫 정규 음반으로 5월 8일 컴백한다는 소식도 공개되었다.
5월 8일, 데뷔 후 첫 정규 음반인 《THE FIFTH SEASON》이 발매되었으며, 오마이걸은 이 음반의 타이틀 곡 〈다섯 번째 계절 (SSFWL)〉로 컴백하였다. 5월 9일 Mnet 엠카운트다운에서 첫 컴백 무대를 선보인 뒤 5월 26일 SBS 인기가요에서 활동을 마무리 하였다. 5월 16일 엠넷 엠카운트다운에서 본래 2천 점 만점인 소셜 미디어 점수가 오마이걸에게 1500점 만점으로 책정되면서 1위로 선정되지 못하였다가, 엠넷이 집계 오류를 시인하고 나서야 1위로 선정되는 해프닝이 있었다.
7월 3일, 일본에서 신곡 2곡을 포함한 컴필레이션 《OH MY GIRL JAPAN 2nd ALBUM》으로 컴백하였다. 타이틀 곡은 〈다섯 번째 계절 (SSFWL)〉의 일본어 버전이며, 그 밖에 5곡의 번안곡과 타이틀 곡의 반주가 수록되었다.
8월 5일, 여름 패키지 음반 《Fall in Love》으로 컴백하였다. 타이틀곡은 〈Bungee〉이다. 8월 18일 막방 무대에서 데뷔 후 첫 지상파 1위를 SBS 인기가요에서 하였다.
하반기에 엠넷에서 방영하는 걸그룹 경연 프로그램인 퀸덤에 참여하였고, 최종 준우승을 거두었다.

### 2020년: 《Eternally》, 《NONSTOP》, 《뽀마이걸》, 《HELLO! WM》
1월 8일, 일본에서 3번째 정규 음반 《Eternally》를 발매하였다. 동명의 타이틀곡을 포함하여 4곡의 신곡이 실렸으며, 〈BUNGEE (Fall in Love)〉의 일본어 버전과 〈Guerilla〉 등 3곡의 한국어 버전이 실렸다.
4월 27일, 7번째 미니 음반 《NONSTOP》으로 컴백하였다. 타이틀곡은 〈살짝 설렜어 (NONSTOP)〉이다. 이 곡을 통하여 데뷔 후 첫 8관왕을 달성하였고, 지상파 3사 1위를 동시에 달성하였다. 그리고 처음으로 멜론에서 차트 1위를 달성하였다. 수록곡인 〈돌핀〉도 좋은 성과를 거두었다.
8월 16일, 아이코닉스와 콜라보를 하여 《뽀마이걸》를 발매하였다. 타이틀곡은 〈SUPADUPA (천천히 해봐)〉이다.
8월 25일, 〈바라밤〉의 뮤직비디오를 공개했다.
9월 4일, B1A4, 온앤오프와 함께 《HELLO! WM》을 발매하였다. 타이틀곡은 〈너와 나의 시대(OURS)〉이다.

### 2021년: 《Dear OHMYGIRL》, 《Shark》
5월 10일, 8번째 미니 음반 《Dear OHMYGIRL》을 발매하였다. 타이틀곡은 〈DUN DUN DANCE〉이다.
10월, 멤버 효정, 유아, 승희, 비니, 아린, 미미 이 소속사와 재계약을 하였다.
12월 23일, 《Shark》로 컴백하여 벅스 실시간 1위를 차지하였다.

### 2022년:비니활동명 변경, 《Real Love》, 완전체 단독 팬미팅,지호탈퇴
1월 19일, 예명을 쓰던 멤버 비니가 본명인 유빈으로 활동명을 변경하였다.
3월 28일, 2번째 정규 앨범 《Real Love》를 발매하였다. 타이틀곡은 〈Real Love〉이다.
4월 5일, 멤버 유아가 컨디션 난조로 활동을 일시중단하였다가, 이후 복귀하였다.
4월 30일, 완전체로 단독 팬미팅을 개최하였다.
5월 9일, 멤버 지호가 소속사와의 전속계약 만료로 탈퇴하면서, 팀이 6인조로 개편되었다.

### 2023년: 《Miracle》, 《Golden Hourglass》, 첫 팬 콘서트
4월 22일, 데뷔 8주년 기념 스페셜 싱글 앨범 《Miracle》 팬송을 공개하였다.
7월 24일, 9번째 미니 음반 《Golden Hourglass》를 발매하였다. 타이틀곡은 〈여름이 들려 (Summer Comes)〉이다.
11월 25일, 데뷔 첫 팬 콘서트 《OH MY LAND》를 오후 2시 & 7시 개최되었다.

### 2024년: 《Dreamy Resonance》
8월 26일, 10번째 미니 음반 《Dreamy Resonance》를 발매하였다. 타이틀곡은 〈Classified〉이다.

## 구성원
| 이름 | 소개 |
| ---- | --- |
| 효정 | - 본명 : 최효정 (崔孝定) - 출생 : 1994년 7월 28일(30세), 대한민국 경기도 안양시 - 학력 : 동아방송예술대학교 방송연예과 (졸업) - 유닛 활동 : 오마이걸 반하나 - 활동기간 : 2015년 4월 21일 ~ 현재 |
| 미미 | - 본명 : 김미현 (金美賢) - 출생 : 1995년 5월 1일(30세), 대한민국 제주특별자치도 - 학력 : 창원여자고등학교 - 활동기간 : 2015년 4월 21일 ~ 현재                                                   |
| 유아 | - 본명 : 유시아 (柳諟我) - 출생 : 1995년 9월 17일(29세), 대한민국 서울특별시 - 학력 : 세종대학교 글로벌지식평생교육원 실용무용학과 - 활동기간 : 2015년 4월 21일 ~ 현재                          |
| 승희 | - 본명 : 현승희 (玄勝熙) - 출생 : 1996년 1월 25일(29세), 대한민국 강원도 춘천시 - 학력 : 한국예술고등학교 음악과 (졸업) - 활동기간 : 2015년 4월 21일 ~ 현재                                     |
| 유빈 | - 본명 : 배유빈 (裵洧彬) - 출생 : 1997년 9월 9일(27세), 대한민국 강원도 춘천시 - 학력 : 한국예술고등학교 연극영화과 (졸업) - 유닛 활동 : 오마이걸 반하나 - 활동기간 : 2015년 4월 21일 ~ 현재    |
| 아린 | - 본명 : 최예원 (崔乂園) - 출생 : 1999년 6월 18일(25세), 대한민국 부산광역시 - 학력 : 서울공연예술고등학교 실용무용과 (졸업) - 유닛 활동 : 오마이걸 반하나 - 활동기간 : 2015년 4월 21일 ~ 현재  |

### 이전 구성원
| 이름 | 소개 |
| ---- | --- |
| 진이 | - 본명 : 신혜진 (申惠眞) - 출생 : 1995년 1월 22일(30세), 대한민국 경상북도 포항시 - 학력 : 동지여자고등학교 (졸업) - 활동기간 : 2015년 4월 21일 ~ 2017년 10월 30일             |
| 지호 | - 본명 : 김지호 (金祉呼) - 출생 : 1997년 4월 4일(28세), 대한민국 충청북도 옥천군 - 학력 : 서울공연예술고등학교 실용무용과 (졸업) - 활동기간 : 2015년 4월 21일 ~ 2022년 5월 9일 |

## 콘서트

### 1st Concert '여름동화'
| 개최일                                  | 도시       | 국가     | 개최지                |
| --------------------------------------- | ---------- | -------- | --------------------- |
| 2016년 8월 20일 ~ 2016년 8월 21일 (2회) | 서울특별시 | 대한민국 | 블루스퀘어 삼성카드홀 |

### Mini Concert '오마이걸의 비밀정원'
| 개최일                                  | 도시       | 국가     | 개최지        |
| --------------------------------------- | ---------- | -------- | ------------- |
| 2018년 1월 22일 ~ 2018년 2월 26일 (6회) | 서울특별시 | 대한민국 | 신세계 메사홀 |

### 2nd Concert '가을동화'
| 개최일                                    | 도시       | 국가     | 개최지                |
| ----------------------------------------- | ---------- | -------- | --------------------- |
| 2018년 10월 20일 ~ 2018년 10월 21일 (2회) | 서울특별시 | 대한민국 | 블루스퀘어 아이마켓홀 |

## 수상 및 후보 목록

### 시상식
| 연도 | 시상식                                | 후보 작품          | 후보 부문                          | 수상 결과 | 출처   |
| ---- | ------------------------------------- | ------------------ | ---------------------------------- | --------- | ------ |
| 2015 | 제7회 멜론 뮤직 어워드                | OH MY GIRL, CLOSER | 여자 신인상                        | 후보      | [ 27 ] |
| 2018 | 2018 KPMA                             | OH MY GIRL         | 본상                               | 수상      | [ 28 ] |
| 2019 | 2019 올해의 브랜드 대상               | 빈칸               | 올해의 여자아이돌                  | 수상      |        |
| 2019 | 제3회 소리바다 베스트 케이뮤직 어워즈 | 빈칸               | 신한류 아이콘상                    | 수상      |        |
| 2019 | 2020 올해의 브랜드 대상               | 빈칸               | 2020년을 이끌어갈 여자아이돌 부문  | 수상      |        |
| 2020 | 제12회 멜론 뮤직 어워드               | 살짝 설렜어        | TOP 10                             | 수상      |        |
| 2020 | 제5회 동아닷컴’s PICK                 | 빈칸               | 완전 설렜상                        | 수상      | [ 29 ] |
| 2021 | 제35회 골든디스크                     | 살짝 설렜어        | 디지털음원부문 본상                | 수상      |        |
| 2021 | 제10회 가온차트 뮤직 어워즈           | 살짝 설렜어        | 올해의 가수상 (디지털음원부문 4월) | 수상      |        |
| 2021 | 제30회 하이원 서울가요대상            | 살짝 설렜어        | 본상                               | 수상      |        |
| 2021 | 2021 브랜드 고객충성도 대상           | 빈칸               | 여자 걸그룹                        | 수상      |        |
| 2021 | 더 팩트 뮤직 어워즈                   | 빈칸               | 올해의 아티스트상                  | 수상      |        |
| 2021 | 2021 대한민국 대중문화예술상          | 빈칸               | 문화체육관광부장관 표창            | 수상      |        |
| 2021 | 제13회 멜론 뮤직 어워드               | Dun Dun Dance      | TOP 10                             | 수상      |        |
| 2022 | 제36회 골든디스크                     | Dun Dun Dance      | 디지털 음원 부문 본상              | 수상      |        |
| 2022 | 2022 대한민국 퍼스트 브랜드 대상      | 빈칸               | 여자 아이돌                        | 수상      |        |
| 2022 | 제31회 하이원 서울가요대상            | Dun Dun Dance      | 본상                               | 수상      |        |
| 2022 | 제11회 가온차트 뮤직 어워즈           | 오마이걸           | 올해의 핫퍼포먼스상                | 수상      |        |
| 2022 | 2022 K 글로벌 하트 드림 어워즈        | 오마이걸           | K 글로벌 하트 드림 본상            | 수상      |        |
| 2022 | 2022 K 글로벌 하트 드림 어워즈        | 오마이걸           | K 글로벌 베스트 퍼포먼스상         | 수상      |        |

### 가요 프로그램 1위
| 연도            | 수상 내역 (총 21회) |
| --------------- | --- |
| 2018년 (총 3회) | - 비밀정원 (총 2회) - 1월 23일 SBS MTV 《더 쇼》 더 쇼 초이스 - 1월 24일 MBC M 《쇼 챔피언》 챔피언 송 - 불꽃놀이 (총 1회) - 9월 18일 SBS MTV 《더 쇼》 더 쇼 초이스 |
| 2019년 (총 5회) | - 다섯 번째 계절 (SSFWL) (총 3회) - 5월 14일 SBS MTV 《더 쇼》 더 쇼 초이스 - 5월 15일 MBC M 《쇼 챔피언》 챔피언 송 - 5월 16일 M.net 《엠카운트다운》 1위 - BUNGEE (Fall in Love) (총 2회) - 8월 13일 SBS MTV 《더 쇼》 더 쇼 초이스 - 8월 18일 SBS 《SBS 인기가요》 1위                                                                                                   |
| 2020년 (총 8회) | - 살짝 설렜어 (Nonstop) (총 8회) - 5월 5일 SBS MTV 《더 쇼》 더 쇼 초이스 - 5월 6일 MBC M 《쇼 챔피언》 챔피언 송 - 5월 7일 M.net 《엠카운트다운》 1위 - 5월 9일 MBC 《쇼! 음악중심》1위 - 5월 10일 SBS 《SBS 인기가요》 1위 - 5월 12일 SBS MTV 《더 쇼》 더 쇼 초이스 (2주 연속) - 5월 14일 M.net 《엠카운트다운》 1위 (2주 연속) - 5월 15일 KBS2 《뮤직뱅크》 K-Chart 1위 |
| 2021년 (총 3회) | - Dun Dun Dance (총 3회) - 5월 18일 SBS MTV 《더 쇼》 더 쇼 초이스 - 5월 25일 SBS MTV 《더 쇼》 더 쇼 초이스 (2주 연속) - 5월 26일 MBC M 《쇼 챔피언》 챔피언 송 |
| 2022년 (총 1회) | - Real Love (총 1회) - 4월 5일 SBS MTV 《더 쇼》 더 쇼 초이스 |
| 2023년 (총 1회) | - 여름이 들려 (Summer Comes) (총 1회) - 8월 1일 SBS M 《더 쇼》 더 쇼 초이스 |